# Patricio Felmer
Patricio Luis Felmer Aichele (25 de agosto de 1958) es un matemático chileno nacido en la ciudad de Puerto Varas. Sus padres fueron Antonio Felmer Niklitschek e Irene Amalia Aichele Schultheiss.
Recibió el Premio Nacional de Ciencias Exactas de Chile el año 2011. Actualmente es profesor titular en el Departamento de Ingeniería Matemática de la Universidad de Chile.

## Estudios
Estudió ingeniería matemática en la Facultad de Ciencias Físicas y Matemáticas (FCFM) de la Universidad de Chile, titulándose en 1983. Posteriormente, en 1989 obtuvo un doctorado en Matemáticas en la Universidad de Wisconsin-Madison. Actualmente ejerce como profesor titular del  Departamento de Ingeniería Matemática de la universidad de la cual egreso en 1983, puesto otorgado en 1998.

## Especialización
Dedicado principalmente al área de Análisis no lineal (en particular, ecuaciones diferenciales parciales no lineales como sistemas hamiltonianos, ecuaciones y sistemas elípticos), Felmer ha tenido una larga trayectoria en el ámbito académico y científico, siendo profesor titular e investigador en su facultad de origen. En 2000 fue uno de los fundadores del Centro de Modelamiento Matemático (CMM), dependiente de la FCFM.

## Hitos importantes
Fue elegido presidente en 1994 de la Sociedad de Matemática de Chile por el período de un año. También fue director del Departamento de Ingeniería Matemática de la Universidad de Chile entre 1999 y 2001 y miembro de la Academia Chilena de Ciencias durante 2005.
El 2 de septiembre de 2011 recibió el Premio Nacional de Ciencias Exactas de Chile. El jurado estuvo formado por Felipe Bulnes, Ministro de Educación; Víctor Pérez Vera, Rector Universidad de Chile; Ricardo Baeza Rodríguez, último galardonado; José Rodríguez Pérez, Rector de la Universidad Técnica Federico Santa María; Juan Alfonso Asenjo De Leuze de Lancizolle, representante de la Academia Chilena de Ciencias.
Patricio Felmer fue elegido por sus "significativos aportes que el galardonado ha realizado en el campo de la teoría de ecuaciones diferenciales parciales, introduciendo técnicas originales de cálculo variacional y métodos topológicos para resolver sistemas hamiltonianos. Esto último le ha valido al profesor Felmer un amplio reconocimiento internacional".
El 2017 participó como jurado del Concurso del Día de Pi de la corporación Crea+, junto con el director Ejecutivo de la corporación, Víctor Berríos y Carolina Cordones, creadora de la serie infantil “Renata y las Matemáticas”

## Otras distinciones
- Premio "Marcos Orrego Puelma" Instituto de Ingenieros de Chile (1984)[8]
- Premio a la Calidad en Docencia Escuela de Ingeniería y Ciencias, Facultad de Ciencias Físicas y Matemáticas, Universidad de Chile (1998)

## Publicaciones
Artículos de revista más citados
- Felmer, P.; Quaas, A.; Tan, JG. (1992). «Positive solutions of the nonlinear Schrodinger equation with the fractional Laplacian». PROCEEDINGS OF THE ROYAL SOCIETY OF EDINBURGH SECTION A-MATHEMATICS 142 (6): 1237-1262. doi:10.1017/S0308210511000746.
- Defigueiredo, D.G.; Felmer, P. L. (1994). «On superquadratic elliptic systems». Transactions of the American Mathematical Society 343 (1): 99-116. doi:10.1090/S0002-9947-1994-1214781-2.
- Del Pino, M; Felmer, P. L. (1996). «Local mountain passes for semilinear elliptic problems in unbounded domains». Calculus of Variations and Partial Differential Equations 4 (2): 121-137. doi:10.1007/BF01189950.
- Del Pino, M.; Felmer, P. L. (1997). «Semi-classical states for nonlinear schrödinger equations». Journal of Functional Analysis 149 (1): 245-265. doi:10.1006/jfan.1996.3085.
- Del Pino, M.; Felmer, P. L. (1998). «Multi-peak bound states for nonlinear Schrödinger equations». Annales de l'Institut Henri Poincare (C) Analyse Non Lineaire 15 (2): 127-149. doi:10.1016/S0294-1449(97)89296-7.
- Del Pino, M.; Felmer, P. (2002). «Semi-classical states of nonlinear Schrödinger equations: A variational reduction method». Mathematische Annalen 324 (1): 1-32. doi:10.1007/s002080200327.
- Del Pino, M.; Felmer, P.; Musso, M. (2003). «Two-bubble solutions in the super-critical Bahri-Coron's problem». Calculus of Variations and Partial Differential Equations 16 (2): 113-145. doi:10.1007/s005260100142.